# Giro d’Italia Women 2024
Giro d’Italia Women 2024 – 35. edycja wyścigu kolarskiego Giro d’Italia Women, która odbyła się w dniach 7–14 lipca 2024 na trasie o długości ponad 858 kilometrów, składającej się z 8 etapów i biegnącej z Brescii do L’Aquili. Impreza kategorii 2.WWT była częścią cyklu UCI Women’s World Tour 2024.

## Etapy
| Etap | Data   | Start – Meta                      | type                       | Dystans (km) | Zwyciężczyni etapu   | Liderka              |
| ---- | ------ | --------------------------------- | -------------------------- | ------------ | -------------------- | -------------------- |
| 1    | 7 lip  | Brescia – Brescia                 | jazda indywidualna na czas | 14,6         | Elisa Longo Borghini | Elisa Longo Borghini |
| 2    | 8 lip  | Sirmione – Volta Mantovana        | płaski                     | 102          | Chiara Consonni      | Elisa Longo Borghini |
| 3    | 9 lip  | Sabbioneta – Toano                | pagórkowaty                | 111          | Niamh Fisher-Black   | Elisa Longo Borghini |
| 4    | 10 lip | Imola – Urbino                    | pagórkowaty                | 134          | Clara Emond          | Elisa Longo Borghini |
| 5    | 11 lip | Frontone – Foligno                | płaski                     | 111          | Lotte Kopecky        | Elisa Longo Borghini |
| 6    | 12 lip | San Benedetto del Tronto – Chieti | pagórkowaty                | 155          | Liane Lippert        | Elisa Longo Borghini |
| 7    | 13 lip | Lanciano – Blockhaus              | górski                     | 123          | Neve Bradbury        | Elisa Longo Borghini |
| 8    | 14 lip | Pescara – L'Aquila                | górski                     | 109          | Kimberley Le Court   | Elisa Longo Borghini |

## Uczestnicy

### Drużyny
| translation for headoftableIII_translate index 58 not found (15)- AG Insurance-Soudal Team - Canyon-SRAM Racing - Ceratizit-WNT Pro Cycling - FDJ-Suez - Fenix-Deceuninck - Human Powered Health - Lidl-Trek - Liv AlUla Jayco - Movistar Team - Roland - Team DSM-Firmenich PostNL - SD Worx-Protime - Team Visma \| Lease a Bike - UAE Team ADQ - Uno-X Mobility UCI Women's Continental Teams (7)- Bepink-Bongioanni - Cofidis - EF-Oatly-Cannondale - Isolmant-Premac-Vittoria - Laboral Kutxa-Fundacion Euskadi - Tashkent City Women Professional Cycling Team - Top Girls Fassa Bortolo |
| |

### Lista startowa
| SD Worx-Protime SDW | SD Worx-Protime SDW                       | SD Worx-Protime SDW |
| ------------------- | ----------------------------------------- | ------------------- |
| Nr                  | Kolarka                                   | Miejsce             |
| 1                   | Lotte Kopecky (BEL) (szosa i ITT)         | 2.                  |
| 2                   | Elena Cecchini (ITA)                      | 71.                 |
| 3                   | Niamh Fisher-Black (NZL)                  | 10.                 |
| 4                   | Femke Gerritse (NED)                      | 46.                 |
| 5                   | Barbara Guarischi (ITA)                   | 100.                |
| 6                   | Chantal van den Broek-Blaak (NED) (szosa) | DNF-7               |
| 7                   | Blanka Kata Vas (HUN) (szosa)             | 41.                 |

| AG Insurance-Soudal Team AGS | AG Insurance-Soudal Team AGS | AG Insurance-Soudal Team AGS |
| ---------------------------- | ---------------------------- | ---------------------------- |
| Nr                           | Kolarka                      | Miejsce                      |
| 11                           | Kimberley Le Court (MRI)     | 18.                          |
| 12                           | Julia Borgström (SWE)        | DNF-7                        |
| 13                           | Lore De Schepper (BEL)       | 47.                          |
| 14                           | Justine Ghekiere (BEL)       | 32.                          |
| 15                           | Marthe Goossens (BEL)        | DNF-7                        |
| 16                           | Gaia Masetti (ITA)           | 48.                          |
| 17                           | Maud Rijnbeek (NED)          | DNF-7                        |

| Bepink-Bongioanni BPK | Bepink-Bongioanni BPK              | Bepink-Bongioanni BPK |
| --------------------- | ---------------------------------- | --------------------- |
| Nr                    | Kolarka                            | Miejsce               |
| 21                    | Monica Trinca Colonel (ITA)        | 23.                   |
| 22                    | Andrea Casagranda (ITA)            | 96.                   |
| 23                    | Carmela Cipriani (ITA)             | 64.                   |
| 24                    | Ana Vitória Magalhães (BRA) (ITT)  | 73.                   |
| 25                    | Nora Jenčušová (SVK) (szosa i ITT) | 90.                   |
| 26                    | Angela Oro (ITA)                   | 93.                   |
| 27                    | Elisa Valtulini (ITA)              | 29.                   |

| Canyon-SRAM Racing CSR | Canyon-SRAM Racing CSR         | Canyon-SRAM Racing CSR |
| ---------------------- | ------------------------------ | ---------------------- |
| Nr                     | Kolarka                        | Miejsce                |
| 31                     | Elise Chabbey (SUI)            | DNS-7                  |
| 32                     | Neve Bradbury (AUS)            | 3.                     |
| 33                     | Antonia Niedermaier (GER)      | 6.                     |
| 34                     | Soraya Paladin (ITA)           | 52.                    |
| 35                     | Agnieszka Skalniak-Sójka (POL) | 50.                    |
| 36                     | Alice Towers (GBR)             | DNF-4                  |
| 37                     | Maike van der Duin (NED)       | DNF-6                  |

| Ceratizit-WNT Pro Cycling WNT | Ceratizit-WNT Pro Cycling WNT | Ceratizit-WNT Pro Cycling WNT |
| ----------------------------- | ----------------------------- | ----------------------------- |
| Nr                            | Kolarka                       | Miejsce                       |
| 41                            | Cédrine Kerbaol (FRA)         | DNF-4                         |
| 42                            | Alice Maria Arzuffi (ITA)     | 17.                           |
| 43                            | Laura Asencio (FRA)           | 31.                           |
| 44                            | Mylène de Zoete (NED)         | 99.                           |
| 45                            | Arianna Fidanza (ITA)         | 82.                           |
| 46                            | Marta Jaskulska (POL) (ITT)   | 81.                           |
| 47                            | Kathrin Schweinberger (AUT)   | 92.                           |

| Cofidis COF | Cofidis COF          | Cofidis COF |
| ----------- | -------------------- | ----------- |
| Nr          | Kolarka              | Miejsce     |
| 51          | Hannah Ludwig (GER)  | 45.         |
| 52          | Martina Alzini (ITA) | DNF-7       |
| 53          | Julie Bego (FRA)     | DNF-5       |
| 54          | Morgane Coston (FRA) | 83.         |
| 55          | Séverine Eraud (FRA) | DNF-5       |
| 56          | Nikola Nosková (CZE) | DNF-7       |
| 57          | Sarah Roy (AUS)      | 70.         |

| EF-Oatly-Cannondale EFC | EF-Oatly-Cannondale EFC    | EF-Oatly-Cannondale EFC |
| ----------------------- | -------------------------- | ----------------------- |
| Nr                      | Kolarka                    | Miejsce                 |
| 61                      | Kim Cadzow (NZL) (ITT)     | DNF-7                   |
| 63                      | Letizia Borghesi (ITA)     | DNF-7                   |
| 64                      | Clara Emond (CAN)          | DNF-7                   |
| 65                      | Nina Kessler (NED)         | DNS-6                   |
| 66                      | Clara Koppenburg (GER)     | 68.                     |
| 67                      | Magdeleine Vallieres (CAN) | 38.                     |

| FDJ-Suez FST | FDJ-Suez FST                  | FDJ-Suez FST |
| ------------ | ----------------------------- | ------------ |
| Nr           | Kolarka                       | Miejsce      |
| 71           | Cecilie Uttrup Ludwig (DEN)   | 8.           |
| 72           | Loes Adegeest (NED)           | 62.          |
| 73           | Grace Brown (AUS) (ITT)       | 34.          |
| 74           | Nina Buysman (NED)            | 27.          |
| 75           | Vittoria Guazzini (ITA) (ITT) | DNS-7        |
| 76           | Alessia Vigilia (ITA)         | 77.          |
| 77           | Jade Wiel (FRA)               | DNS-6        |

| Fenix-Deceuninck FED | Fenix-Deceuninck FED             | Fenix-Deceuninck FED |
| -------------------- | -------------------------------- | -------------------- |
| Nr                   | Kolarka                          | Miejsce              |
| 81                   | Pauliena Rooijakkers (NED)       | 4.                   |
| 82                   | Aniek van Alphen (NED)           | 76.                  |
| 83                   | Ceylin del Carmen Alvarado (NED) | 58.                  |
| 84                   | Sanne Cant (BEL)                 | 37.                  |
| 85                   | Millie Couzens (GBR)             | DNF-6                |
| 86                   | Evy Kuijpers (NED)               | 95.                  |
| 87                   | Greta Marturano (ITA)            | DNF-7                |

| Human Powered Health HPH | Human Powered Health HPH | Human Powered Health HPH |
| ------------------------ | ------------------------ | ------------------------ |
| Nr                       | Kolarka                  | Miejsce                  |
| 91                       | Ruth Winder (USA)        | 30.                      |
| 92                       | Giada Borghesi (ITA)     | DNF-7                    |
| 93                       | Romy Kasper (GER)        | 60.                      |
| 94                       | Barbara Malcotti (ITA)   | 15.                      |
| 95                       | Katia Ragusa (ITA)       | 80.                      |
| 96                       | Silvia Zanardi (ITA)     | 91.                      |
| 97                       | Linda Zanetti (SUI)      | 87.                      |

| Isolmant-Premac-Vittoria SBT | Isolmant-Premac-Vittoria SBT | Isolmant-Premac-Vittoria SBT |
| ---------------------------- | ---------------------------- | ---------------------------- |
| Nr                           | Kolarka                      | Miejsce                      |
| 101                          | Beatrice Rossato (ITA)       | 63.                          |
| 102                          | Sofia Arici (ITA)            | 98.                          |
| 103                          | Valeria Curnis (ITA)         | DNF-6                        |
| 104                          | Sara Mazzorana (ITA)         | DNF-5                        |
| 105                          | Sara Pepoli (ITA)            | 86.                          |
| 106                          | Emanuela Zanetti (ITA)       | DNF-6                        |
| 107                          | Asia Zontone (ITA)           | 88.                          |

| Laboral Kutxa-Fundación Euskadi LKF | Laboral Kutxa-Fundación Euskadi LKF | Laboral Kutxa-Fundación Euskadi LKF |
| ----------------------------------- | ----------------------------------- | ----------------------------------- |
| Nr                                  | Kolarka                             | Miejsce                             |
| 111                                 | Ane Santesteban (ESP)               | 21.                                 |
| 112                                 | Usoa Ostolaza (ESP) (szosa)         | 16.                                 |
| 113                                 | Nadia Quagliotto (ITA)              | 67.                                 |
| 114                                 | Aileen Schweikart (GER)             | 53.                                 |
| 115                                 | Debora Silvestri (ITA)              | 25.                                 |
| 116                                 | Laura Tomasi (ITA)                  | DNF-8                               |
| 117                                 | Cristina Tonetti (ITA)              | 84.                                 |

| Lidl-Trek LTK | Lidl-Trek LTK                      | Lidl-Trek LTK |
| ------------- | ---------------------------------- | ------------- |
| Nr            | Kolarka                            | Miejsce       |
| 121           | Elisa Longo Borghini (ITA) (szosa) | 1.            |
| 122           | Elisa Balsamo (ITA)                | DNF-5         |
| 123           | Lucinda Brand (NED)                | 57.           |
| 124           | Brodie Chapman (AUS)               | 22.           |
| 125           | Lizzie Deignan (GBR)               | 55.           |
| 126           | Lauretta Hanson (AUS)              | 74.           |
| 127           | Gaia Realini (ITA)                 | 7.            |

| Liv AlUla Jayco LAJ | Liv AlUla Jayco LAJ               | Liv AlUla Jayco LAJ |
| ------------------- | --------------------------------- | ------------------- |
| Nr                  | Kolarka                           | Miejsce             |
| 131                 | Margarita Victoria García (ESP)   | 9.                  |
| 132                 | Ingvild Gåskjenn (NOR)            | DNF-6               |
| 133                 | Amber Pate (AUS)                  | 75.                 |
| 134                 | Ruby Roseman-Gannon (AUS) (szosa) | 65.                 |
| 135                 | Silke Smulders (NED)              | 13.                 |
| 136                 | Ella Wyllie (NZL) (szosa)         | 40.                 |
| 137                 | Urška Žigart (SLO) (szosa i ITT)  | 12.                 |

| Movistar Team MOV | Movistar Team MOV                  | Movistar Team MOV |
| ----------------- | ---------------------------------- | ----------------- |
| Nr                | Kolarka                            | Miejsce           |
| 141               | Arlenis Sierra (CUB) (szosa i ITT) | 56.               |
| 142               | Jelena Erić (SRB) (szosa)          | 66.               |
| 143               | Liane Lippert (GER)                | DNF-8             |
| 144               | Sara Martín Martín (ESP)           | 54.               |
| 145               | Mareille Meijering (NED)           | 11.               |
| 146               | Paula Patiño (COL) (szosa)         | DNF-7             |
| 147               | Claire Steels (GBR)                | 26.               |

| Roland CGS | Roland CGS                            | Roland CGS |
| ---------- | ------------------------------------- | ---------- |
| Nr         | Kolarka                               | Miejsce    |
| 151        | Elena Hartmann (SUI) (ITT)            | DNF-4      |
| 152        | Andri Christoforu (CYP) (szosa i ITT) | DNF-6      |
| 153        | Sofia Collinelli (ITA)                | DNF-7      |
| 154        | Nathalie Eklund (SWE)                 | 89.        |
| 155        | Nguyễn Thị Thật (VIE) (szosa)         | DNF-7      |
| 156        | Elena Pirrone (ITA)                   | DNS-6      |
| 157        | Giorgia Vettorello (ITA)              | 59.        |

| Tashkent City Women Professional Cycling Team TCW | Tashkent City Women Professional Cycling Team TCW | Tashkent City Women Professional Cycling Team TCW |
| ------------------------------------------------- | ------------------------------------------------- | ------------------------------------------------- |
| Nr                                                | Kolarka                                           | Miejsce                                           |
| 161                                               | Olga Zabielinska (UZB) (ITT)                      | DNF-7                                             |
| 162                                               | Mohinabonu Elmurodova (UZB)                       | DNF-6                                             |
| 163                                               | Madina Kakhkhorova (UZB)                          | DNF-6                                             |
| 164                                               | Nafosat Kozieva (UZB)                             | DNF-6                                             |
| 165                                               | Anna Kuskova (UZB)                                | DNF-3                                             |
| 166                                               | Yanina Kuskova (UZB)                              | 85.                                               |
| 167                                               | Margarita Misyurina (UZB) (ITT)                   | DNF-6                                             |

| Team dsm-firmenich PostNL DFP | Team dsm-firmenich PostNL DFP | Team dsm-firmenich PostNL DFP |
| ----------------------------- | ----------------------------- | ----------------------------- |
| Nr                            | Kolarka                       | Miejsce                       |
| 171                           | Juliette Labous (FRA) (szosa) | 5.                            |
| 172                           | Francesca Barale (ITA)        | 51.                           |
| 173                           | Eleonora Ciabocco (ITA)       | DNF-8                         |
| 174                           | Franziska Koch (GER) (szosa)  | 49.                           |
| 175                           | Josie Nelson (GBR)            | 97.                           |
| 176                           | Becky Storrie (GBR)           | DNF-4                         |
| 177                           | Nienke Vinke (NED)            | 43.                           |

| Team Visma \| Lease a Bike TVL | Team Visma \| Lease a Bike TVL | Team Visma \| Lease a Bike TVL |
| ------------------------------ | ------------------------------ | ------------------------------ |
| Nr                             | Kolarka                        | Miejsce                        |
| 181                            | Fem van Empel (NED)            | DNF-5                          |
| 182                            | Carlijn Achtereekte (NED)      | 69.                            |
| 183                            | Femke de Vries (NED)           | 20.                            |
| 184                            | Mijntje Geurts (NED)           | DNS-4                          |
| 185                            | Lieke Nooijen (NED)            | 42.                            |
| 186                            | Maud Oudeman (NED)             | DNS-7                          |
| 187                            | Rosita Reijnhout (NED)         | DNS-5                          |

| Top Girls Fassa Bortolo TOP | Top Girls Fassa Bortolo TOP | Top Girls Fassa Bortolo TOP |
| --------------------------- | --------------------------- | --------------------------- |
| Nr                          | Kolarka                     | Miejsce                     |
| 191                         | Giorgia Bariani (ITA)       | DNF-6                       |
| 192                         | Virginia Bortoli (ITA)      | DNF-7                       |
| 193                         | Alessia Missiaggia (ITA)    | 102.                        |
| 194                         | Iris Monticolo (ITA)        | DNF-8                       |
| 195                         | Alice Palazzi (ITA)         | 101.                        |
| 196                         | Elisa De Vallier (ITA)      | 79.                         |
| 197                         | Gaia Segato (ITA)           | 39.                         |

| UAE Team ADQ UAD | UAE Team ADQ UAD                  | UAE Team ADQ UAD |
| ---------------- | --------------------------------- | ---------------- |
| Nr               | Kolarka                           | Miejsce          |
| 201              | Chiara Consonni (ITA)             | DNS-7            |
| 202              | Alena Amialusik (BLR)             | 72.              |
| 203              | Eleonora Gasparrini (ITA)         | 35.              |
| 204              | Elizabeth Holden (GBR)            | 78.              |
| 205              | Erica Magnaldi (ITA)              | 14.              |
| 206              | Silvia Persico (ITA)              | 36.              |
| 207              | Dominika Włodarczyk (POL) (szosa) | 28.              |

| Uno-X Mobility UXM | Uno-X Mobility UXM                  | Uno-X Mobility UXM |
| ------------------ | ----------------------------------- | ------------------ |
| Nr                 | Kolarka                             | Miejsce            |
| 211                | Anouska Koster (NED)                | 44.                |
| 212                | Katrine Aalerud (NOR) (ITT)         | 33.                |
| 213                | Solbjørk Anderson (DEN)             | 19.                |
| 214                | Marte Berg Edseth (NOR)             | 61.                |
| 215                | Rebecca Koerner (DEN) (szosa)       | 94.                |
| 216                | Joscelin Lowden (GBR)               | DNF-7              |
| 217                | Mie Bjørndal Ottestad (NOR) (szosa) | 24.                |

| SD Worx-Protime SDW | SD Worx-Protime SDW                       | SD Worx-Protime SDW |
| ------------------- | ----------------------------------------- | ------------------- |
| Nr                  | Kolarka                                   | Miejsce             |
| 1                   | Lotte Kopecky (BEL) (szosa i ITT)         | 2.                  |
| 2                   | Elena Cecchini (ITA)                      | 71.                 |
| 3                   | Niamh Fisher-Black (NZL)                  | 10.                 |
| 4                   | Femke Gerritse (NED)                      | 46.                 |
| 5                   | Barbara Guarischi (ITA)                   | 100.                |
| 6                   | Chantal van den Broek-Blaak (NED) (szosa) | DNF-7               |
| 7                   | Blanka Kata Vas (HUN) (szosa)             | 41.                 |

| AG Insurance-Soudal Team AGS | AG Insurance-Soudal Team AGS | AG Insurance-Soudal Team AGS |
| ---------------------------- | ---------------------------- | ---------------------------- |
| Nr                           | Kolarka                      | Miejsce                      |
| 11                           | Kimberley Le Court (MRI)     | 18.                          |
| 12                           | Julia Borgström (SWE)        | DNF-7                        |
| 13                           | Lore De Schepper (BEL)       | 47.                          |
| 14                           | Justine Ghekiere (BEL)       | 32.                          |
| 15                           | Marthe Goossens (BEL)        | DNF-7                        |
| 16                           | Gaia Masetti (ITA)           | 48.                          |
| 17                           | Maud Rijnbeek (NED)          | DNF-7                        |

| Bepink-Bongioanni BPK | Bepink-Bongioanni BPK              | Bepink-Bongioanni BPK |
| --------------------- | ---------------------------------- | --------------------- |
| Nr                    | Kolarka                            | Miejsce               |
| 21                    | Monica Trinca Colonel (ITA)        | 23.                   |
| 22                    | Andrea Casagranda (ITA)            | 96.                   |
| 23                    | Carmela Cipriani (ITA)             | 64.                   |
| 24                    | Ana Vitória Magalhães (BRA) (ITT)  | 73.                   |
| 25                    | Nora Jenčušová (SVK) (szosa i ITT) | 90.                   |
| 26                    | Angela Oro (ITA)                   | 93.                   |
| 27                    | Elisa Valtulini (ITA)              | 29.                   |

| Canyon-SRAM Racing CSR | Canyon-SRAM Racing CSR         | Canyon-SRAM Racing CSR |
| ---------------------- | ------------------------------ | ---------------------- |
| Nr                     | Kolarka                        | Miejsce                |
| 31                     | Elise Chabbey (SUI)            | DNS-7                  |
| 32                     | Neve Bradbury (AUS)            | 3.                     |
| 33                     | Antonia Niedermaier (GER)      | 6.                     |
| 34                     | Soraya Paladin (ITA)           | 52.                    |
| 35                     | Agnieszka Skalniak-Sójka (POL) | 50.                    |
| 36                     | Alice Towers (GBR)             | DNF-4                  |
| 37                     | Maike van der Duin (NED)       | DNF-6                  |

| Ceratizit-WNT Pro Cycling WNT | Ceratizit-WNT Pro Cycling WNT | Ceratizit-WNT Pro Cycling WNT |
| ----------------------------- | ----------------------------- | ----------------------------- |
| Nr                            | Kolarka                       | Miejsce                       |
| 41                            | Cédrine Kerbaol (FRA)         | DNF-4                         |
| 42                            | Alice Maria Arzuffi (ITA)     | 17.                           |
| 43                            | Laura Asencio (FRA)           | 31.                           |
| 44                            | Mylène de Zoete (NED)         | 99.                           |
| 45                            | Arianna Fidanza (ITA)         | 82.                           |
| 46                            | Marta Jaskulska (POL) (ITT)   | 81.                           |
| 47                            | Kathrin Schweinberger (AUT)   | 92.                           |

| Cofidis COF | Cofidis COF          | Cofidis COF |
| ----------- | -------------------- | ----------- |
| Nr          | Kolarka              | Miejsce     |
| 51          | Hannah Ludwig (GER)  | 45.         |
| 52          | Martina Alzini (ITA) | DNF-7       |
| 53          | Julie Bego (FRA)     | DNF-5       |
| 54          | Morgane Coston (FRA) | 83.         |
| 55          | Séverine Eraud (FRA) | DNF-5       |
| 56          | Nikola Nosková (CZE) | DNF-7       |
| 57          | Sarah Roy (AUS)      | 70.         |

| EF-Oatly-Cannondale EFC | EF-Oatly-Cannondale EFC    | EF-Oatly-Cannondale EFC |
| ----------------------- | -------------------------- | ----------------------- |
| Nr                      | Kolarka                    | Miejsce                 |
| 61                      | Kim Cadzow (NZL) (ITT)     | DNF-7                   |
| 63                      | Letizia Borghesi (ITA)     | DNF-7                   |
| 64                      | Clara Emond (CAN)          | DNF-7                   |
| 65                      | Nina Kessler (NED)         | DNS-6                   |
| 66                      | Clara Koppenburg (GER)     | 68.                     |
| 67                      | Magdeleine Vallieres (CAN) | 38.                     |

| FDJ-Suez FST | FDJ-Suez FST                  | FDJ-Suez FST |
| ------------ | ----------------------------- | ------------ |
| Nr           | Kolarka                       | Miejsce      |
| 71           | Cecilie Uttrup Ludwig (DEN)   | 8.           |
| 72           | Loes Adegeest (NED)           | 62.          |
| 73           | Grace Brown (AUS) (ITT)       | 34.          |
| 74           | Nina Buysman (NED)            | 27.          |
| 75           | Vittoria Guazzini (ITA) (ITT) | DNS-7        |
| 76           | Alessia Vigilia (ITA)         | 77.          |
| 77           | Jade Wiel (FRA)               | DNS-6        |

| Fenix-Deceuninck FED | Fenix-Deceuninck FED             | Fenix-Deceuninck FED |
| -------------------- | -------------------------------- | -------------------- |
| Nr                   | Kolarka                          | Miejsce              |
| 81                   | Pauliena Rooijakkers (NED)       | 4.                   |
| 82                   | Aniek van Alphen (NED)           | 76.                  |
| 83                   | Ceylin del Carmen Alvarado (NED) | 58.                  |
| 84                   | Sanne Cant (BEL)                 | 37.                  |
| 85                   | Millie Couzens (GBR)             | DNF-6                |
| 86                   | Evy Kuijpers (NED)               | 95.                  |
| 87                   | Greta Marturano (ITA)            | DNF-7                |

| Human Powered Health HPH | Human Powered Health HPH | Human Powered Health HPH |
| ------------------------ | ------------------------ | ------------------------ |
| Nr                       | Kolarka                  | Miejsce                  |
| 91                       | Ruth Winder (USA)        | 30.                      |
| 92                       | Giada Borghesi (ITA)     | DNF-7                    |
| 93                       | Romy Kasper (GER)        | 60.                      |
| 94                       | Barbara Malcotti (ITA)   | 15.                      |
| 95                       | Katia Ragusa (ITA)       | 80.                      |
| 96                       | Silvia Zanardi (ITA)     | 91.                      |
| 97                       | Linda Zanetti (SUI)      | 87.                      |

| Isolmant-Premac-Vittoria SBT | Isolmant-Premac-Vittoria SBT | Isolmant-Premac-Vittoria SBT |
| ---------------------------- | ---------------------------- | ---------------------------- |
| Nr                           | Kolarka                      | Miejsce                      |
| 101                          | Beatrice Rossato (ITA)       | 63.                          |
| 102                          | Sofia Arici (ITA)            | 98.                          |
| 103                          | Valeria Curnis (ITA)         | DNF-6                        |
| 104                          | Sara Mazzorana (ITA)         | DNF-5                        |
| 105                          | Sara Pepoli (ITA)            | 86.                          |
| 106                          | Emanuela Zanetti (ITA)       | DNF-6                        |
| 107                          | Asia Zontone (ITA)           | 88.                          |

| Laboral Kutxa-Fundación Euskadi LKF | Laboral Kutxa-Fundación Euskadi LKF | Laboral Kutxa-Fundación Euskadi LKF |
| ----------------------------------- | ----------------------------------- | ----------------------------------- |
| Nr                                  | Kolarka                             | Miejsce                             |
| 111                                 | Ane Santesteban (ESP)               | 21.                                 |
| 112                                 | Usoa Ostolaza (ESP) (szosa)         | 16.                                 |
| 113                                 | Nadia Quagliotto (ITA)              | 67.                                 |
| 114                                 | Aileen Schweikart (GER)             | 53.                                 |
| 115                                 | Debora Silvestri (ITA)              | 25.                                 |
| 116                                 | Laura Tomasi (ITA)                  | DNF-8                               |
| 117                                 | Cristina Tonetti (ITA)              | 84.                                 |

| Lidl-Trek LTK | Lidl-Trek LTK                      | Lidl-Trek LTK |
| ------------- | ---------------------------------- | ------------- |
| Nr            | Kolarka                            | Miejsce       |
| 121           | Elisa Longo Borghini (ITA) (szosa) | 1.            |
| 122           | Elisa Balsamo (ITA)                | DNF-5         |
| 123           | Lucinda Brand (NED)                | 57.           |
| 124           | Brodie Chapman (AUS)               | 22.           |
| 125           | Lizzie Deignan (GBR)               | 55.           |
| 126           | Lauretta Hanson (AUS)              | 74.           |
| 127           | Gaia Realini (ITA)                 | 7.            |

| Liv AlUla Jayco LAJ | Liv AlUla Jayco LAJ               | Liv AlUla Jayco LAJ |
| ------------------- | --------------------------------- | ------------------- |
| Nr                  | Kolarka                           | Miejsce             |
| 131                 | Margarita Victoria García (ESP)   | 9.                  |
| 132                 | Ingvild Gåskjenn (NOR)            | DNF-6               |
| 133                 | Amber Pate (AUS)                  | 75.                 |
| 134                 | Ruby Roseman-Gannon (AUS) (szosa) | 65.                 |
| 135                 | Silke Smulders (NED)              | 13.                 |
| 136                 | Ella Wyllie (NZL) (szosa)         | 40.                 |
| 137                 | Urška Žigart (SLO) (szosa i ITT)  | 12.                 |

| Movistar Team MOV | Movistar Team MOV                  | Movistar Team MOV |
| ----------------- | ---------------------------------- | ----------------- |
| Nr                | Kolarka                            | Miejsce           |
| 141               | Arlenis Sierra (CUB) (szosa i ITT) | 56.               |
| 142               | Jelena Erić (SRB) (szosa)          | 66.               |
| 143               | Liane Lippert (GER)                | DNF-8             |
| 144               | Sara Martín Martín (ESP)           | 54.               |
| 145               | Mareille Meijering (NED)           | 11.               |
| 146               | Paula Patiño (COL) (szosa)         | DNF-7             |
| 147               | Claire Steels (GBR)                | 26.               |

| Roland CGS | Roland CGS                            | Roland CGS |
| ---------- | ------------------------------------- | ---------- |
| Nr         | Kolarka                               | Miejsce    |
| 151        | Elena Hartmann (SUI) (ITT)            | DNF-4      |
| 152        | Andri Christoforu (CYP) (szosa i ITT) | DNF-6      |
| 153        | Sofia Collinelli (ITA)                | DNF-7      |
| 154        | Nathalie Eklund (SWE)                 | 89.        |
| 155        | Nguyễn Thị Thật (VIE) (szosa)         | DNF-7      |
| 156        | Elena Pirrone (ITA)                   | DNS-6      |
| 157        | Giorgia Vettorello (ITA)              | 59.        |

| Tashkent City Women Professional Cycling Team TCW | Tashkent City Women Professional Cycling Team TCW | Tashkent City Women Professional Cycling Team TCW |
| ------------------------------------------------- | ------------------------------------------------- | ------------------------------------------------- |
| Nr                                                | Kolarka                                           | Miejsce                                           |
| 161                                               | Olga Zabielinska (UZB) (ITT)                      | DNF-7                                             |
| 162                                               | Mohinabonu Elmurodova (UZB)                       | DNF-6                                             |
| 163                                               | Madina Kakhkhorova (UZB)                          | DNF-6                                             |
| 164                                               | Nafosat Kozieva (UZB)                             | DNF-6                                             |
| 165                                               | Anna Kuskova (UZB)                                | DNF-3                                             |
| 166                                               | Yanina Kuskova (UZB)                              | 85.                                               |
| 167                                               | Margarita Misyurina (UZB) (ITT)                   | DNF-6                                             |

| Team dsm-firmenich PostNL DFP | Team dsm-firmenich PostNL DFP | Team dsm-firmenich PostNL DFP |
| ----------------------------- | ----------------------------- | ----------------------------- |
| Nr                            | Kolarka                       | Miejsce                       |
| 171                           | Juliette Labous (FRA) (szosa) | 5.                            |
| 172                           | Francesca Barale (ITA)        | 51.                           |
| 173                           | Eleonora Ciabocco (ITA)       | DNF-8                         |
| 174                           | Franziska Koch (GER) (szosa)  | 49.                           |
| 175                           | Josie Nelson (GBR)            | 97.                           |
| 176                           | Becky Storrie (GBR)           | DNF-4                         |
| 177                           | Nienke Vinke (NED)            | 43.                           |

| Team Visma \| Lease a Bike TVL | Team Visma \| Lease a Bike TVL | Team Visma \| Lease a Bike TVL |
| ------------------------------ | ------------------------------ | ------------------------------ |
| Nr                             | Kolarka                        | Miejsce                        |
| 181                            | Fem van Empel (NED)            | DNF-5                          |
| 182                            | Carlijn Achtereekte (NED)      | 69.                            |
| 183                            | Femke de Vries (NED)           | 20.                            |
| 184                            | Mijntje Geurts (NED)           | DNS-4                          |
| 185                            | Lieke Nooijen (NED)            | 42.                            |
| 186                            | Maud Oudeman (NED)             | DNS-7                          |
| 187                            | Rosita Reijnhout (NED)         | DNS-5                          |

| Top Girls Fassa Bortolo TOP | Top Girls Fassa Bortolo TOP | Top Girls Fassa Bortolo TOP |
| --------------------------- | --------------------------- | --------------------------- |
| Nr                          | Kolarka                     | Miejsce                     |
| 191                         | Giorgia Bariani (ITA)       | DNF-6                       |
| 192                         | Virginia Bortoli (ITA)      | DNF-7                       |
| 193                         | Alessia Missiaggia (ITA)    | 102.                        |
| 194                         | Iris Monticolo (ITA)        | DNF-8                       |
| 195                         | Alice Palazzi (ITA)         | 101.                        |
| 196                         | Elisa De Vallier (ITA)      | 79.                         |
| 197                         | Gaia Segato (ITA)           | 39.                         |

| UAE Team ADQ UAD | UAE Team ADQ UAD                  | UAE Team ADQ UAD |
| ---------------- | --------------------------------- | ---------------- |
| Nr               | Kolarka                           | Miejsce          |
| 201              | Chiara Consonni (ITA)             | DNS-7            |
| 202              | Alena Amialusik (BLR)             | 72.              |
| 203              | Eleonora Gasparrini (ITA)         | 35.              |
| 204              | Elizabeth Holden (GBR)            | 78.              |
| 205              | Erica Magnaldi (ITA)              | 14.              |
| 206              | Silvia Persico (ITA)              | 36.              |
| 207              | Dominika Włodarczyk (POL) (szosa) | 28.              |

| Uno-X Mobility UXM | Uno-X Mobility UXM                  | Uno-X Mobility UXM |
| ------------------ | ----------------------------------- | ------------------ |
| Nr                 | Kolarka                             | Miejsce            |
| 211                | Anouska Koster (NED)                | 44.                |
| 212                | Katrine Aalerud (NOR) (ITT)         | 33.                |
| 213                | Solbjørk Anderson (DEN)             | 19.                |
| 214                | Marte Berg Edseth (NOR)             | 61.                |
| 215                | Rebecca Koerner (DEN) (szosa)       | 94.                |
| 216                | Joscelin Lowden (GBR)               | DNF-7              |
| 217                | Mie Bjørndal Ottestad (NOR) (szosa) | 24.                |

Legenda: DNF – nie ukończył etapu, OTL – przekroczył limit czasu, DNS – nie wystartował do etapu, DSQ – zdyskwalifikowany. Numer przy skrócie oznacza etap, na którym kolarz opuścił wyścig.

## Wyniki etapów

### Etap 1
| Brescia - Brescia | jazda indywidualna na czas | (14,6 km) |

| \| Klasyfikacja etapu \| Klasyfikacja etapu \| Klasyfikacja etapu \| Klasyfikacja etapu \| Klasyfikacja etapu \| \| Kolarka \| Kolarka \| Państwo \| Drużyna \| Czas \| \| ------------------ \| -------------------- \| ------------------ \| -------------------------- \| ------------------ \| \| 1. \| Elisa Longo Borghini \| Włochy \| Lidl-Trek \| 20' 37" \| \| 2. \| Grace Brown \| Australia \| FDJ-Suez \| + 1" \| \| 3. \| Brodie Chapman \| Australia \| Lidl-Trek \| + 13" \| \| 4. \| Lieke Nooijen \| Holandia \| Team Visma \\| Lease a Bike \| + 23" \| \| 5. \| Lotte Kopecky \| Belgia \| SD Worx-Protime \| + 25" \| \| 6. \| Elena Hartmann \| Szwajcaria \| Roland \| + 28" \| \| 7. \| Juliette Labous \| Francja \| Team dsm-firmenich PostNL \| + 29" \| \| 8. \| Ruth Winder \| Stany Zjednoczone \| Human Powered Health \| + 30" \| \| 9. \| Cédrine Kerbaol \| Francja \| Ceratizit-WNT Pro Cycling \| + 38" \| \| 10. \| Loes Adegeest \| Holandia \| FDJ-Suez \| + 38" \| |                      |                   |                            |         |
| |                      |                   |                            |         |
| |                      |                   |                            |         |
| Klasyfikacja etapu |                      |                   |                            |         |
| Kolarka | Kolarka              | Państwo           | Drużyna                    | Czas    |
| 1. | Elisa Longo Borghini | Włochy            | Lidl-Trek                  | 20' 37" |
| 2. | Grace Brown          | Australia         | FDJ-Suez                   | + 1"    |
| 3. | Brodie Chapman       | Australia         | Lidl-Trek                  | + 13"   |
| 4. | Lieke Nooijen        | Holandia          | Team Visma \| Lease a Bike | + 23"   |
| 5. | Lotte Kopecky        | Belgia            | SD Worx-Protime            | + 25"   |
| 6. | Elena Hartmann       | Szwajcaria        | Roland                     | + 28"   |
| 7. | Juliette Labous      | Francja           | Team dsm-firmenich PostNL  | + 29"   |
| 8. | Ruth Winder          | Stany Zjednoczone | Human Powered Health       | + 30"   |
| 9. | Cédrine Kerbaol      | Francja           | Ceratizit-WNT Pro Cycling  | + 38"   |
| 10. | Loes Adegeest        | Holandia          | FDJ-Suez                   | + 38"   |

| \| Klasyfikacja generalna \| Klasyfikacja generalna \| Klasyfikacja generalna \| Klasyfikacja generalna \| Klasyfikacja generalna \| \| Kolarka \| Kolarka \| Państwo \| Drużyna \| Czas \| \| ---------------------- \| ---------------------- \| ---------------------- \| -------------------------- \| ---------------------- \| \| 1. \| Elisa Longo Borghini \| Włochy \| Lidl-Trek \| 20' 37" \| \| 2. \| Grace Brown \| Australia \| FDJ-Suez \| + 1" \| \| 3. \| Brodie Chapman \| Australia \| Lidl-Trek \| + 13" \| \| 4. \| Lieke Nooijen \| Holandia \| Team Visma \\| Lease a Bike \| + 23" \| \| 5. \| Lotte Kopecky \| Belgia \| SD Worx-Protime \| + 25" \| \| 6. \| Elena Hartmann \| Szwajcaria \| Roland \| + 28" \| \| 7. \| Juliette Labous \| Francja \| Team dsm-firmenich PostNL \| + 29" \| \| 8. \| Ruth Winder \| Stany Zjednoczone \| Human Powered Health \| + 30" \| \| 9. \| Cédrine Kerbaol \| Francja \| Ceratizit-WNT Pro Cycling \| + 38" \| \| 10. \| Loes Adegeest \| Holandia \| FDJ-Suez \| + 38" \| |                      |                   |                            |         |
| |                      |                   |                            |         |
| |                      |                   |                            |         |
| Klasyfikacja generalna |                      |                   |                            |         |
| Kolarka | Kolarka              | Państwo           | Drużyna                    | Czas    |
| 1. | Elisa Longo Borghini | Włochy            | Lidl-Trek                  | 20' 37" |
| 2. | Grace Brown          | Australia         | FDJ-Suez                   | + 1"    |
| 3. | Brodie Chapman       | Australia         | Lidl-Trek                  | + 13"   |
| 4. | Lieke Nooijen        | Holandia          | Team Visma \| Lease a Bike | + 23"   |
| 5. | Lotte Kopecky        | Belgia            | SD Worx-Protime            | + 25"   |
| 6. | Elena Hartmann       | Szwajcaria        | Roland                     | + 28"   |
| 7. | Juliette Labous      | Francja           | Team dsm-firmenich PostNL  | + 29"   |
| 8. | Ruth Winder          | Stany Zjednoczone | Human Powered Health       | + 30"   |
| 9. | Cédrine Kerbaol      | Francja           | Ceratizit-WNT Pro Cycling  | + 38"   |
| 10. | Loes Adegeest        | Holandia          | FDJ-Suez                   | + 38"   |

### Etap 2
| Sirmione - Volta Mantovana | płaski | (102 km) |

| \| Klasyfikacja etapu \| Klasyfikacja etapu \| Klasyfikacja etapu \| Klasyfikacja etapu \| Klasyfikacja etapu \| \| Kolarka \| Kolarka \| Państwo \| Drużyna \| Czas \| \| ------------------ \| --------------------- \| ------------------ \| ------------------------- \| ------------------ \| \| 1. \| Chiara Consonni \| Włochy \| UAE Team ADQ \| 2h 41' 58" \| \| 2. \| Lotte Kopecky \| Belgia \| SD Worx-Protime \| + 0" \| \| 3. \| Elisa Balsamo \| Włochy \| Lidl-Trek \| + 0" \| \| 4. \| Arlenis Sierra \| Kuba \| Movistar Team \| + 0" \| \| 5. \| Mylène de Zoete \| Holandia \| Ceratizit-WNT Pro Cycling \| + 0" \| \| 6. \| Kimberley Le Court \| Mauritius \| AG Insurance-Soudal Team \| + 0" \| \| 7. \| Silvia Zanardi \| Włochy \| Human Powered Health \| + 0" \| \| 8. \| Letizia Borghesi \| Włochy \| EF-Oatly-Cannondale \| + 0" \| \| 9. \| Elisa Longo Borghini \| Włochy \| Lidl-Trek \| + 0" \| \| 10. \| Kathrin Schweinberger \| Austria \| Ceratizit-WNT Pro Cycling \| + 0" \| |                       |           |                           |            |
| |                       |           |                           |            |
| |                       |           |                           |            |
| Klasyfikacja etapu |                       |           |                           |            |
| Kolarka | Kolarka               | Państwo   | Drużyna                   | Czas       |
| 1. | Chiara Consonni       | Włochy    | UAE Team ADQ              | 2h 41' 58" |
| 2. | Lotte Kopecky         | Belgia    | SD Worx-Protime           | + 0"       |
| 3. | Elisa Balsamo         | Włochy    | Lidl-Trek                 | + 0"       |
| 4. | Arlenis Sierra        | Kuba      | Movistar Team             | + 0"       |
| 5. | Mylène de Zoete       | Holandia  | Ceratizit-WNT Pro Cycling | + 0"       |
| 6. | Kimberley Le Court    | Mauritius | AG Insurance-Soudal Team  | + 0"       |
| 7. | Silvia Zanardi        | Włochy    | Human Powered Health      | + 0"       |
| 8. | Letizia Borghesi      | Włochy    | EF-Oatly-Cannondale       | + 0"       |
| 9. | Elisa Longo Borghini  | Włochy    | Lidl-Trek                 | + 0"       |
| 10. | Kathrin Schweinberger | Austria   | Ceratizit-WNT Pro Cycling | + 0"       |

| \| Klasyfikacja generalna \| Klasyfikacja generalna \| Klasyfikacja generalna \| Klasyfikacja generalna \| Klasyfikacja generalna \| \| Kolarka \| Kolarka \| Państwo \| Drużyna \| Czas \| \| ---------------------- \| ---------------------- \| ---------------------- \| ------------------------- \| ---------------------- \| \| 1. \| Elisa Longo Borghini \| Włochy \| Lidl-Trek \| 3h 02' 35" \| \| 2. \| Grace Brown \| Australia \| FDJ-Suez \| + 1" \| \| 3. \| Brodie Chapman \| Australia \| Lidl-Trek \| + 13" \| \| 4. \| Lotte Kopecky \| Belgia \| SD Worx-Protime \| + 19" \| \| 5. \| Juliette Labous \| Francja \| Team dsm-firmenich PostNL \| + 29" \| \| 6. \| Ruth Winder \| Stany Zjednoczone \| Human Powered Health \| + 30" \| \| 7. \| Cédrine Kerbaol \| Francja \| Ceratizit-WNT Pro Cycling \| + 38" \| \| 8. \| Loes Adegeest \| Holandia \| FDJ-Suez \| + 38" \| \| 9. \| Katrine Aalerud \| Norwegia \| Uno-X Mobility \| + 45" \| \| 10. \| Franziska Koch \| Niemcy \| Team dsm-firmenich PostNL \| + 47" \| |                      |                   |                           |            |
| |                      |                   |                           |            |
| |                      |                   |                           |            |
| Klasyfikacja generalna |                      |                   |                           |            |
| Kolarka | Kolarka              | Państwo           | Drużyna                   | Czas       |
| 1. | Elisa Longo Borghini | Włochy            | Lidl-Trek                 | 3h 02' 35" |
| 2. | Grace Brown          | Australia         | FDJ-Suez                  | + 1"       |
| 3. | Brodie Chapman       | Australia         | Lidl-Trek                 | + 13"      |
| 4. | Lotte Kopecky        | Belgia            | SD Worx-Protime           | + 19"      |
| 5. | Juliette Labous      | Francja           | Team dsm-firmenich PostNL | + 29"      |
| 6. | Ruth Winder          | Stany Zjednoczone | Human Powered Health      | + 30"      |
| 7. | Cédrine Kerbaol      | Francja           | Ceratizit-WNT Pro Cycling | + 38"      |
| 8. | Loes Adegeest        | Holandia          | FDJ-Suez                  | + 38"      |
| 9. | Katrine Aalerud      | Norwegia          | Uno-X Mobility            | + 45"      |
| 10. | Franziska Koch       | Niemcy            | Team dsm-firmenich PostNL | + 47"      |

### Etap 3
| Sabbioneta - Toano | pagórkowaty | (111 km) |

| \| Klasyfikacja etapu \| Klasyfikacja etapu \| Klasyfikacja etapu \| Klasyfikacja etapu \| Klasyfikacja etapu \| \| Kolarka \| Kolarka \| Państwo \| Drużyna \| Czas \| \| ------------------ \| ------------------------- \| ------------------ \| ------------------------- \| ------------------ \| \| 1. \| Niamh Fisher-Black \| Nowa Zelandia \| SD Worx-Protime \| 2h 49' 19" \| \| 2. \| Lotte Kopecky \| Belgia \| SD Worx-Protime \| + 6" \| \| 3. \| Juliette Labous \| Francja \| Team dsm-firmenich PostNL \| + 6" \| \| 4. \| Elisa Longo Borghini \| Włochy \| Lidl-Trek \| + 6" \| \| 5. \| Pauliena Rooijakkers \| Holandia \| Fenix-Deceuninck \| + 10" \| \| 6. \| Margarita Victoria García \| Hiszpania \| Liv AlUla Jayco \| + 12" \| \| 7. \| Neve Bradbury \| Australia \| Canyon-SRAM Racing \| + 14" \| \| 8. \| Cecilie Uttrup Ludwig \| Dania \| FDJ-Suez \| + 14" \| \| 9. \| Antonia Niedermaier \| Niemcy \| Canyon-SRAM Racing \| + 17" \| \| 10. \| Kimberley Le Court \| Mauritius \| AG Insurance-Soudal Team \| + 24" \| |                           |               |                           |            |
| |                           |               |                           |            |
| |                           |               |                           |            |
| Klasyfikacja etapu |                           |               |                           |            |
| Kolarka | Kolarka                   | Państwo       | Drużyna                   | Czas       |
| 1. | Niamh Fisher-Black        | Nowa Zelandia | SD Worx-Protime           | 2h 49' 19" |
| 2. | Lotte Kopecky             | Belgia        | SD Worx-Protime           | + 6"       |
| 3. | Juliette Labous           | Francja       | Team dsm-firmenich PostNL | + 6"       |
| 4. | Elisa Longo Borghini      | Włochy        | Lidl-Trek                 | + 6"       |
| 5. | Pauliena Rooijakkers      | Holandia      | Fenix-Deceuninck          | + 10"      |
| 6. | Margarita Victoria García | Hiszpania     | Liv AlUla Jayco           | + 12"      |
| 7. | Neve Bradbury             | Australia     | Canyon-SRAM Racing        | + 14"      |
| 8. | Cecilie Uttrup Ludwig     | Dania         | FDJ-Suez                  | + 14"      |
| 9. | Antonia Niedermaier       | Niemcy        | Canyon-SRAM Racing        | + 17"      |
| 10. | Kimberley Le Court        | Mauritius     | AG Insurance-Soudal Team  | + 24"      |

| \| Klasyfikacja generalna \| Klasyfikacja generalna \| Klasyfikacja generalna \| Klasyfikacja generalna \| Klasyfikacja generalna \| \| Kolarka \| Kolarka \| Państwo \| Drużyna \| Czas \| \| ---------------------- \| ------------------------- \| ---------------------- \| ------------------------- \| ---------------------- \| \| 1. \| Elisa Longo Borghini \| Włochy \| Lidl-Trek \| 5h 52' 00" \| \| 2. \| Lotte Kopecky \| Belgia \| SD Worx-Protime \| + 13" \| \| 3. \| Juliette Labous \| Francja \| Team dsm-firmenich PostNL \| + 25" \| \| 4. \| Antonia Niedermaier \| Niemcy \| Canyon-SRAM Racing \| + 59" \| \| 5. \| Niamh Fisher-Black \| Nowa Zelandia \| SD Worx-Protime \| + 1' 00" \| \| 6. \| Margarita Victoria García \| Hiszpania \| Liv AlUla Jayco \| + 1' 26" \| \| 7. \| Katrine Aalerud \| Norwegia \| Uno-X Mobility \| + 1' 27" \| \| 8. \| Pauliena Rooijakkers \| Holandia \| Fenix-Deceuninck \| + 1' 27" \| \| 9. \| Cecilie Uttrup Ludwig \| Dania \| FDJ-Suez \| + 1' 30" \| \| 10. \| Kimberley Le Court \| Mauritius \| AG Insurance-Soudal Team \| + 1' 31" \| |                           |               |                           |            |
| |                           |               |                           |            |
| |                           |               |                           |            |
| Klasyfikacja generalna |                           |               |                           |            |
| Kolarka | Kolarka                   | Państwo       | Drużyna                   | Czas       |
| 1. | Elisa Longo Borghini      | Włochy        | Lidl-Trek                 | 5h 52' 00" |
| 2. | Lotte Kopecky             | Belgia        | SD Worx-Protime           | + 13"      |
| 3. | Juliette Labous           | Francja       | Team dsm-firmenich PostNL | + 25"      |
| 4. | Antonia Niedermaier       | Niemcy        | Canyon-SRAM Racing        | + 59"      |
| 5. | Niamh Fisher-Black        | Nowa Zelandia | SD Worx-Protime           | + 1' 00"   |
| 6. | Margarita Victoria García | Hiszpania     | Liv AlUla Jayco           | + 1' 26"   |
| 7. | Katrine Aalerud           | Norwegia      | Uno-X Mobility            | + 1' 27"   |
| 8. | Pauliena Rooijakkers      | Holandia      | Fenix-Deceuninck          | + 1' 27"   |
| 9. | Cecilie Uttrup Ludwig     | Dania         | FDJ-Suez                  | + 1' 30"   |
| 10. | Kimberley Le Court        | Mauritius     | AG Insurance-Soudal Team  | + 1' 31"   |

### Etap 4
| Imola - Urbino | pagórkowaty | (134 km) |

| \| Klasyfikacja etapu \| Klasyfikacja etapu \| Klasyfikacja etapu \| Klasyfikacja etapu \| Klasyfikacja etapu \| \| Kolarka \| Kolarka \| Państwo \| Drużyna \| Czas \| \| ------------------ \| --------------------- \| ------------------ \| ------------------------ \| ------------------ \| \| 1. \| Clara Emond \| Kanada \| EF-Oatly-Cannondale \| 3h 35' 45" \| \| 2. \| Soraya Paladin \| Włochy \| Canyon-SRAM Racing \| + 17" \| \| 3. \| Cecilie Uttrup Ludwig \| Dania \| FDJ-Suez \| + 20" \| \| 4. \| Elise Chabbey \| Szwajcaria \| Canyon-SRAM Racing \| + 26" \| \| 5. \| Kimberley Le Court \| Mauritius \| AG Insurance-Soudal Team \| + 28" \| \| 6. \| Giada Borghesi \| Włochy \| Human Powered Health \| + 35" \| \| 7. \| Jelena Erić \| Serbia \| Movistar Team \| + 41" \| \| 8. \| Elisa Longo Borghini \| Włochy \| Lidl-Trek \| + 1' 08" \| \| 9. \| Lotte Kopecky \| Belgia \| SD Worx-Protime \| + 1' 08" \| \| 10. \| Mie Bjørndal Ottestad \| Norwegia \| Uno-X Mobility \| + 1' 12" \| |                       |            |                          |            |
| |                       |            |                          |            |
| |                       |            |                          |            |
| Klasyfikacja etapu |                       |            |                          |            |
| Kolarka | Kolarka               | Państwo    | Drużyna                  | Czas       |
| 1. | Clara Emond           | Kanada     | EF-Oatly-Cannondale      | 3h 35' 45" |
| 2. | Soraya Paladin        | Włochy     | Canyon-SRAM Racing       | + 17"      |
| 3. | Cecilie Uttrup Ludwig | Dania      | FDJ-Suez                 | + 20"      |
| 4. | Elise Chabbey         | Szwajcaria | Canyon-SRAM Racing       | + 26"      |
| 5. | Kimberley Le Court    | Mauritius  | AG Insurance-Soudal Team | + 28"      |
| 6. | Giada Borghesi        | Włochy     | Human Powered Health     | + 35"      |
| 7. | Jelena Erić           | Serbia     | Movistar Team            | + 41"      |
| 8. | Elisa Longo Borghini  | Włochy     | Lidl-Trek                | + 1' 08"   |
| 9. | Lotte Kopecky         | Belgia     | SD Worx-Protime          | + 1' 08"   |
| 10. | Mie Bjørndal Ottestad | Norwegia   | Uno-X Mobility           | + 1' 12"   |

| \| Klasyfikacja generalna \| Klasyfikacja generalna \| Klasyfikacja generalna \| Klasyfikacja generalna \| Klasyfikacja generalna \| \| Kolarka \| Kolarka \| Państwo \| Drużyna \| Czas \| \| ---------------------- \| ------------------------- \| ---------------------- \| ------------------------- \| ---------------------- \| \| 1. \| Elisa Longo Borghini \| Włochy \| Lidl-Trek \| 9h 28' 53" \| \| 2. \| Lotte Kopecky \| Belgia \| SD Worx-Protime \| + 13" \| \| 3. \| Cecilie Uttrup Ludwig \| Dania \| FDJ-Suez \| + 38" \| \| 4. \| Juliette Labous \| Francja \| Team dsm-firmenich PostNL \| + 49" \| \| 5. \| Kimberley Le Court \| Mauritius \| AG Insurance-Soudal Team \| + 51" \| \| 6. \| Antonia Niedermaier \| Niemcy \| Canyon-SRAM Racing \| + 1' 06" \| \| 7. \| Niamh Fisher-Black \| Nowa Zelandia \| SD Worx-Protime \| + 1' 07" \| \| 8. \| Margarita Victoria García \| Hiszpania \| Liv AlUla Jayco \| + 1' 33" \| \| 9. \| Katrine Aalerud \| Norwegia \| Uno-X Mobility \| + 1' 34" \| \| 10. \| Pauliena Rooijakkers \| Holandia \| Fenix-Deceuninck \| + 1' 34" \| |                           |               |                           |            |
| |                           |               |                           |            |
| |                           |               |                           |            |
| Klasyfikacja generalna |                           |               |                           |            |
| Kolarka | Kolarka                   | Państwo       | Drużyna                   | Czas       |
| 1. | Elisa Longo Borghini      | Włochy        | Lidl-Trek                 | 9h 28' 53" |
| 2. | Lotte Kopecky             | Belgia        | SD Worx-Protime           | + 13"      |
| 3. | Cecilie Uttrup Ludwig     | Dania         | FDJ-Suez                  | + 38"      |
| 4. | Juliette Labous           | Francja       | Team dsm-firmenich PostNL | + 49"      |
| 5. | Kimberley Le Court        | Mauritius     | AG Insurance-Soudal Team  | + 51"      |
| 6. | Antonia Niedermaier       | Niemcy        | Canyon-SRAM Racing        | + 1' 06"   |
| 7. | Niamh Fisher-Black        | Nowa Zelandia | SD Worx-Protime           | + 1' 07"   |
| 8. | Margarita Victoria García | Hiszpania     | Liv AlUla Jayco           | + 1' 33"   |
| 9. | Katrine Aalerud           | Norwegia      | Uno-X Mobility            | + 1' 34"   |
| 10. | Pauliena Rooijakkers      | Holandia      | Fenix-Deceuninck          | + 1' 34"   |

### Etap 5
| Frontone - Foligno | płaski | (111 km) |

| \| Klasyfikacja etapu \| Klasyfikacja etapu \| Klasyfikacja etapu \| Klasyfikacja etapu \| Klasyfikacja etapu \| \| Kolarka \| Kolarka \| Państwo \| Drużyna \| Czas \| \| ------------------ \| --------------------- \| ------------------ \| ------------------------------- \| ------------------ \| \| 1. \| Lotte Kopecky \| Belgia \| SD Worx-Protime \| 2h 38' 54" \| \| 2. \| Chiara Consonni \| Włochy \| UAE Team ADQ \| + 0" \| \| 3. \| Arlenis Sierra \| Kuba \| Movistar Team \| + 0" \| \| 4. \| Kathrin Schweinberger \| Austria \| Ceratizit-WNT Pro Cycling \| + 0" \| \| 5. \| Barbara Guarischi \| Włochy \| SD Worx-Protime \| + 0" \| \| 6. \| Vittoria Guazzini \| Włochy \| FDJ-Suez \| + 0" \| \| 7. \| Ruby Roseman-Gannon \| Australia \| Liv AlUla Jayco \| + 0" \| \| 8. \| Martina Alzini \| Włochy \| Cofidis \| + 0" \| \| 9. \| Laura Tomasi \| Włochy \| Laboral Kutxa-Fundación Euskadi \| + 0" \| \| 10. \| Franziska Koch \| Niemcy \| Team dsm-firmenich PostNL \| + 0" \| |                       |           |                                 |            |
| |                       |           |                                 |            |
| |                       |           |                                 |            |
| Klasyfikacja etapu |                       |           |                                 |            |
| Kolarka | Kolarka               | Państwo   | Drużyna                         | Czas       |
| 1. | Lotte Kopecky         | Belgia    | SD Worx-Protime                 | 2h 38' 54" |
| 2. | Chiara Consonni       | Włochy    | UAE Team ADQ                    | + 0"       |
| 3. | Arlenis Sierra        | Kuba      | Movistar Team                   | + 0"       |
| 4. | Kathrin Schweinberger | Austria   | Ceratizit-WNT Pro Cycling       | + 0"       |
| 5. | Barbara Guarischi     | Włochy    | SD Worx-Protime                 | + 0"       |
| 6. | Vittoria Guazzini     | Włochy    | FDJ-Suez                        | + 0"       |
| 7. | Ruby Roseman-Gannon   | Australia | Liv AlUla Jayco                 | + 0"       |
| 8. | Martina Alzini        | Włochy    | Cofidis                         | + 0"       |
| 9. | Laura Tomasi          | Włochy    | Laboral Kutxa-Fundación Euskadi | + 0"       |
| 10. | Franziska Koch        | Niemcy    | Team dsm-firmenich PostNL       | + 0"       |

| \| Klasyfikacja generalna \| Klasyfikacja generalna \| Klasyfikacja generalna \| Klasyfikacja generalna \| Klasyfikacja generalna \| \| Kolarka \| Kolarka \| Państwo \| Drużyna \| Czas \| \| ---------------------- \| ------------------------- \| ---------------------- \| ------------------------- \| ---------------------- \| \| 1. \| Elisa Longo Borghini \| Włochy \| Lidl-Trek \| 12h 07' 47" \| \| 2. \| Lotte Kopecky \| Belgia \| SD Worx-Protime \| + 3" \| \| 3. \| Cecilie Uttrup Ludwig \| Dania \| FDJ-Suez \| + 38" \| \| 4. \| Juliette Labous \| Francja \| Team dsm-firmenich PostNL \| + 49" \| \| 5. \| Kimberley Le Court \| Mauritius \| AG Insurance-Soudal Team \| + 51" \| \| 6. \| Antonia Niedermaier \| Niemcy \| Canyon-SRAM Racing \| + 1' 06" \| \| 7. \| Niamh Fisher-Black \| Nowa Zelandia \| SD Worx-Protime \| + 1' 07" \| \| 8. \| Margarita Victoria García \| Hiszpania \| Liv AlUla Jayco \| + 1' 33" \| \| 9. \| Katrine Aalerud \| Norwegia \| Uno-X Mobility \| + 1' 34" \| \| 10. \| Pauliena Rooijakkers \| Holandia \| Fenix-Deceuninck \| + 1' 34" \| |                           |               |                           |             |
| |                           |               |                           |             |
| |                           |               |                           |             |
| Klasyfikacja generalna |                           |               |                           |             |
| Kolarka | Kolarka                   | Państwo       | Drużyna                   | Czas        |
| 1. | Elisa Longo Borghini      | Włochy        | Lidl-Trek                 | 12h 07' 47" |
| 2. | Lotte Kopecky             | Belgia        | SD Worx-Protime           | + 3"        |
| 3. | Cecilie Uttrup Ludwig     | Dania         | FDJ-Suez                  | + 38"       |
| 4. | Juliette Labous           | Francja       | Team dsm-firmenich PostNL | + 49"       |
| 5. | Kimberley Le Court        | Mauritius     | AG Insurance-Soudal Team  | + 51"       |
| 6. | Antonia Niedermaier       | Niemcy        | Canyon-SRAM Racing        | + 1' 06"    |
| 7. | Niamh Fisher-Black        | Nowa Zelandia | SD Worx-Protime           | + 1' 07"    |
| 8. | Margarita Victoria García | Hiszpania     | Liv AlUla Jayco           | + 1' 33"    |
| 9. | Katrine Aalerud           | Norwegia      | Uno-X Mobility            | + 1' 34"    |
| 10. | Pauliena Rooijakkers      | Holandia      | Fenix-Deceuninck          | + 1' 34"    |

### Etap 6
| San Benedetto del Tronto - Chieti | pagórkowaty | (155 km) |

| \| Klasyfikacja etapu \| Klasyfikacja etapu \| Klasyfikacja etapu \| Klasyfikacja etapu \| Klasyfikacja etapu \| \| Kolarka \| Kolarka \| Państwo \| Drużyna \| Czas \| \| ------------------ \| ------------------------- \| ------------------ \| ------------------------- \| ------------------ \| \| 1. \| Liane Lippert \| Niemcy \| Movistar Team \| 4h 16' 21" \| \| 2. \| Ruth Winder \| Stany Zjednoczone \| Human Powered Health \| + 0" \| \| 3. \| Erica Magnaldi \| Włochy \| UAE Team ADQ \| + 1" \| \| 4. \| Elisa Longo Borghini \| Włochy \| Lidl-Trek \| + 21" \| \| 5. \| Neve Bradbury \| Australia \| Canyon-SRAM Racing \| + 21" \| \| 6. \| Juliette Labous \| Francja \| Team dsm-firmenich PostNL \| + 21" \| \| 7. \| Lotte Kopecky \| Belgia \| SD Worx-Protime \| + 21" \| \| 8. \| Antonia Niedermaier \| Niemcy \| Canyon-SRAM Racing \| + 21" \| \| 9. \| Cecilie Uttrup Ludwig \| Dania \| FDJ-Suez \| + 21" \| \| 10. \| Margarita Victoria García \| Hiszpania \| Liv AlUla Jayco \| + 21" \| |                           |                   |                           |            |
| |                           |                   |                           |            |
| |                           |                   |                           |            |
| Klasyfikacja etapu |                           |                   |                           |            |
| Kolarka | Kolarka                   | Państwo           | Drużyna                   | Czas       |
| 1. | Liane Lippert             | Niemcy            | Movistar Team             | 4h 16' 21" |
| 2. | Ruth Winder               | Stany Zjednoczone | Human Powered Health      | + 0"       |
| 3. | Erica Magnaldi            | Włochy            | UAE Team ADQ              | + 1"       |
| 4. | Elisa Longo Borghini      | Włochy            | Lidl-Trek                 | + 21"      |
| 5. | Neve Bradbury             | Australia         | Canyon-SRAM Racing        | + 21"      |
| 6. | Juliette Labous           | Francja           | Team dsm-firmenich PostNL | + 21"      |
| 7. | Lotte Kopecky             | Belgia            | SD Worx-Protime           | + 21"      |
| 8. | Antonia Niedermaier       | Niemcy            | Canyon-SRAM Racing        | + 21"      |
| 9. | Cecilie Uttrup Ludwig     | Dania             | FDJ-Suez                  | + 21"      |
| 10. | Margarita Victoria García | Hiszpania         | Liv AlUla Jayco           | + 21"      |

| \| Klasyfikacja generalna \| Klasyfikacja generalna \| Klasyfikacja generalna \| Klasyfikacja generalna \| Klasyfikacja generalna \| \| Kolarka \| Kolarka \| Państwo \| Drużyna \| Czas \| \| ---------------------- \| ------------------------- \| ---------------------- \| ------------------------- \| ---------------------- \| \| 1. \| Elisa Longo Borghini \| Włochy \| Lidl-Trek \| 16h 24' 29" \| \| 2. \| Lotte Kopecky \| Belgia \| SD Worx-Protime \| + 3" \| \| 3. \| Cecilie Uttrup Ludwig \| Dania \| FDJ-Suez \| + 38" \| \| 4. \| Juliette Labous \| Francja \| Team dsm-firmenich PostNL \| + 49" \| \| 5. \| Antonia Niedermaier \| Niemcy \| Canyon-SRAM Racing \| + 1' 06" \| \| 6. \| Kimberley Le Court \| Mauritius \| AG Insurance-Soudal Team \| + 1' 28" \| \| 7. \| Niamh Fisher-Black \| Nowa Zelandia \| SD Worx-Protime \| + 1' 29" \| \| 8. \| Margarita Victoria García \| Hiszpania \| Liv AlUla Jayco \| + 1' 33" \| \| 9. \| Pauliena Rooijakkers \| Holandia \| Fenix-Deceuninck \| + 1' 34" \| \| 10. \| Gaia Realini \| Włochy \| Lidl-Trek \| + 1' 44" \| |                           |               |                           |             |
| |                           |               |                           |             |
| |                           |               |                           |             |
| Klasyfikacja generalna |                           |               |                           |             |
| Kolarka | Kolarka                   | Państwo       | Drużyna                   | Czas        |
| 1. | Elisa Longo Borghini      | Włochy        | Lidl-Trek                 | 16h 24' 29" |
| 2. | Lotte Kopecky             | Belgia        | SD Worx-Protime           | + 3"        |
| 3. | Cecilie Uttrup Ludwig     | Dania         | FDJ-Suez                  | + 38"       |
| 4. | Juliette Labous           | Francja       | Team dsm-firmenich PostNL | + 49"       |
| 5. | Antonia Niedermaier       | Niemcy        | Canyon-SRAM Racing        | + 1' 06"    |
| 6. | Kimberley Le Court        | Mauritius     | AG Insurance-Soudal Team  | + 1' 28"    |
| 7. | Niamh Fisher-Black        | Nowa Zelandia | SD Worx-Protime           | + 1' 29"    |
| 8. | Margarita Victoria García | Hiszpania     | Liv AlUla Jayco           | + 1' 33"    |
| 9. | Pauliena Rooijakkers      | Holandia      | Fenix-Deceuninck          | + 1' 34"    |
| 10. | Gaia Realini              | Włochy        | Lidl-Trek                 | + 1' 44"    |

### Etap 7
| Lanciano - Blockhaus | górski | (123 km) |

| \| Klasyfikacja etapu \| Klasyfikacja etapu \| Klasyfikacja etapu \| Klasyfikacja etapu \| Klasyfikacja etapu \| \| Kolarka \| Kolarka \| Państwo \| Drużyna \| Czas \| \| ------------------ \| ------------------------- \| ------------------ \| ------------------------- \| ------------------ \| \| 1. \| Neve Bradbury \| Australia \| Canyon-SRAM Racing \| 4h 17' 34" \| \| 2. \| Lotte Kopecky \| Belgia \| SD Worx-Protime \| + 44" \| \| 3. \| Elisa Longo Borghini \| Włochy \| Lidl-Trek \| + 44" \| \| 4. \| Pauliena Rooijakkers \| Holandia \| Fenix-Deceuninck \| + 1' 07" \| \| 5. \| Antonia Niedermaier \| Niemcy \| Canyon-SRAM Racing \| + 2' 02" \| \| 6. \| Juliette Labous \| Francja \| Team dsm-firmenich PostNL \| + 2' 02" \| \| 7. \| Niamh Fisher-Black \| Nowa Zelandia \| SD Worx-Protime \| + 2' 05" \| \| 8. \| Gaia Realini \| Włochy \| Lidl-Trek \| + 2' 15" \| \| 9. \| Mareille Meijering \| Holandia \| Movistar Team \| + 4' 20" \| \| 10. \| Margarita Victoria García \| Hiszpania \| Liv AlUla Jayco \| + 4' 20" \| |                           |               |                           |            |
| |                           |               |                           |            |
| |                           |               |                           |            |
| Klasyfikacja etapu |                           |               |                           |            |
| Kolarka | Kolarka                   | Państwo       | Drużyna                   | Czas       |
| 1. | Neve Bradbury             | Australia     | Canyon-SRAM Racing        | 4h 17' 34" |
| 2. | Lotte Kopecky             | Belgia        | SD Worx-Protime           | + 44"      |
| 3. | Elisa Longo Borghini      | Włochy        | Lidl-Trek                 | + 44"      |
| 4. | Pauliena Rooijakkers      | Holandia      | Fenix-Deceuninck          | + 1' 07"   |
| 5. | Antonia Niedermaier       | Niemcy        | Canyon-SRAM Racing        | + 2' 02"   |
| 6. | Juliette Labous           | Francja       | Team dsm-firmenich PostNL | + 2' 02"   |
| 7. | Niamh Fisher-Black        | Nowa Zelandia | SD Worx-Protime           | + 2' 05"   |
| 8. | Gaia Realini              | Włochy        | Lidl-Trek                 | + 2' 15"   |
| 9. | Mareille Meijering        | Holandia      | Movistar Team             | + 4' 20"   |
| 10. | Margarita Victoria García | Hiszpania     | Liv AlUla Jayco           | + 4' 20"   |

| \| Klasyfikacja generalna \| Klasyfikacja generalna \| Klasyfikacja generalna \| Klasyfikacja generalna \| Klasyfikacja generalna \| \| Kolarka \| Kolarka \| Państwo \| Drużyna \| Czas \| \| ---------------------- \| ------------------------- \| ---------------------- \| ------------------------- \| ---------------------- \| \| 1. \| Elisa Longo Borghini \| Włochy \| Lidl-Trek \| 20h 42' 43" \| \| 2. \| Lotte Kopecky \| Belgia \| SD Worx-Protime \| + 1" \| \| 3. \| Neve Bradbury \| Australia \| Canyon-SRAM Racing \| + 1' 12" \| \| 4. \| Pauliena Rooijakkers \| Holandia \| Fenix-Deceuninck \| + 2' 01" \| \| 5. \| Juliette Labous \| Francja \| Team dsm-firmenich PostNL \| + 2' 11" \| \| 6. \| Antonia Niedermaier \| Niemcy \| Canyon-SRAM Racing \| + 2' 28" \| \| 7. \| Niamh Fisher-Black \| Nowa Zelandia \| SD Worx-Protime \| + 2' 54" \| \| 8. \| Gaia Realini \| Włochy \| Lidl-Trek \| + 3' 19" \| \| 9. \| Cecilie Uttrup Ludwig \| Dania \| FDJ-Suez \| + 4' 18" \| \| 10. \| Margarita Victoria García \| Hiszpania \| Liv AlUla Jayco \| + 5' 13" \| |                           |               |                           |             |
| |                           |               |                           |             |
| |                           |               |                           |             |
| Klasyfikacja generalna |                           |               |                           |             |
| Kolarka | Kolarka                   | Państwo       | Drużyna                   | Czas        |
| 1. | Elisa Longo Borghini      | Włochy        | Lidl-Trek                 | 20h 42' 43" |
| 2. | Lotte Kopecky             | Belgia        | SD Worx-Protime           | + 1"        |
| 3. | Neve Bradbury             | Australia     | Canyon-SRAM Racing        | + 1' 12"    |
| 4. | Pauliena Rooijakkers      | Holandia      | Fenix-Deceuninck          | + 2' 01"    |
| 5. | Juliette Labous           | Francja       | Team dsm-firmenich PostNL | + 2' 11"    |
| 6. | Antonia Niedermaier       | Niemcy        | Canyon-SRAM Racing        | + 2' 28"    |
| 7. | Niamh Fisher-Black        | Nowa Zelandia | SD Worx-Protime           | + 2' 54"    |
| 8. | Gaia Realini              | Włochy        | Lidl-Trek                 | + 3' 19"    |
| 9. | Cecilie Uttrup Ludwig     | Dania         | FDJ-Suez                  | + 4' 18"    |
| 10. | Margarita Victoria García | Hiszpania     | Liv AlUla Jayco           | + 5' 13"    |

### Etap 8
| Pescara - L'Aquila | górski | (109 km) |

| \| Klasyfikacja etapu \| Klasyfikacja etapu \| Klasyfikacja etapu \| Klasyfikacja etapu \| Klasyfikacja etapu \| \| Kolarka \| Kolarka \| Państwo \| Drużyna \| Czas \| \| ------------------ \| ------------------------- \| ------------------ \| ------------------------- \| ------------------ \| \| 1. \| Kimberley Le Court \| Mauritius \| AG Insurance-Soudal Team \| 3h 19' 08" \| \| 2. \| Ruth Winder \| Stany Zjednoczone \| Human Powered Health \| + 0" \| \| 3. \| Franziska Koch \| Niemcy \| Team dsm-firmenich PostNL \| + 0" \| \| 4. \| Elisa Longo Borghini \| Włochy \| Lidl-Trek \| + 25" \| \| 5. \| Juliette Labous \| Francja \| Team dsm-firmenich PostNL \| + 29" \| \| 6. \| Pauliena Rooijakkers \| Holandia \| Fenix-Deceuninck \| + 29" \| \| 7. \| Neve Bradbury \| Australia \| Canyon-SRAM Racing \| + 29" \| \| 8. \| Margarita Victoria García \| Hiszpania \| Liv AlUla Jayco \| + 29" \| \| 9. \| Mareille Meijering \| Holandia \| Movistar Team \| + 32" \| \| 10. \| Justine Ghekiere \| Belgia \| AG Insurance-Soudal Team \| + 32" \| |                           |                   |                           |            |
| |                           |                   |                           |            |
| |                           |                   |                           |            |
| Klasyfikacja etapu |                           |                   |                           |            |
| Kolarka | Kolarka                   | Państwo           | Drużyna                   | Czas       |
| 1. | Kimberley Le Court        | Mauritius         | AG Insurance-Soudal Team  | 3h 19' 08" |
| 2. | Ruth Winder               | Stany Zjednoczone | Human Powered Health      | + 0"       |
| 3. | Franziska Koch            | Niemcy            | Team dsm-firmenich PostNL | + 0"       |
| 4. | Elisa Longo Borghini      | Włochy            | Lidl-Trek                 | + 25"      |
| 5. | Juliette Labous           | Francja           | Team dsm-firmenich PostNL | + 29"      |
| 6. | Pauliena Rooijakkers      | Holandia          | Fenix-Deceuninck          | + 29"      |
| 7. | Neve Bradbury             | Australia         | Canyon-SRAM Racing        | + 29"      |
| 8. | Margarita Victoria García | Hiszpania         | Liv AlUla Jayco           | + 29"      |
| 9. | Mareille Meijering        | Holandia          | Movistar Team             | + 32"      |
| 10. | Justine Ghekiere          | Belgia            | AG Insurance-Soudal Team  | + 32"      |

## Klasyfikacje

### Klasyfikacja generalna
| \| Klasyfikacja generalna \| Klasyfikacja generalna \| Klasyfikacja generalna \| Klasyfikacja generalna \| Klasyfikacja generalna \| \| Kolarka \| Kolarka \| Państwo \| Drużyna \| Czas \| \| ---------------------- \| ------------------------- \| ---------------------- \| ------------------------- \| ---------------------- \| \| 1. \| Elisa Longo Borghini \| Włochy \| Lidl-Trek \| 24h 02' 16" \| \| 2. \| Lotte Kopecky \| Belgia \| SD Worx-Protime \| + 21" \| \| 3. \| Neve Bradbury \| Australia \| Canyon-SRAM Racing \| + 1' 16" \| \| 4. \| Pauliena Rooijakkers \| Holandia \| Fenix-Deceuninck \| + 2' 05" \| \| 5. \| Juliette Labous \| Francja \| Team dsm-firmenich PostNL \| + 2' 15" \| \| 6. \| Antonia Niedermaier \| Niemcy \| Canyon-SRAM Racing \| + 2' 41" \| \| 7. \| Gaia Realini \| Włochy \| Lidl-Trek \| + 3' 41" \| \| 8. \| Cecilie Uttrup Ludwig \| Dania \| FDJ-Suez \| + 4' 31" \| \| 9. \| Margarita Victoria García \| Hiszpania \| Liv AlUla Jayco \| + 5' 17" \| \| 10. \| Niamh Fisher-Black \| Nowa Zelandia \| SD Worx-Protime \| + 5' 55" \| |                           |               |                           |             |
| |                           |               |                           |             |
| Źródło: ProCyclingStats |                           |               |                           |             |
| Klasyfikacja generalna |                           |               |                           |             |
| Kolarka | Kolarka                   | Państwo       | Drużyna                   | Czas        |
| 1. | Elisa Longo Borghini      | Włochy        | Lidl-Trek                 | 24h 02' 16" |
| 2. | Lotte Kopecky             | Belgia        | SD Worx-Protime           | + 21"       |
| 3. | Neve Bradbury             | Australia     | Canyon-SRAM Racing        | + 1' 16"    |
| 4. | Pauliena Rooijakkers      | Holandia      | Fenix-Deceuninck          | + 2' 05"    |
| 5. | Juliette Labous           | Francja       | Team dsm-firmenich PostNL | + 2' 15"    |
| 6. | Antonia Niedermaier       | Niemcy        | Canyon-SRAM Racing        | + 2' 41"    |
| 7. | Gaia Realini              | Włochy        | Lidl-Trek                 | + 3' 41"    |
| 8. | Cecilie Uttrup Ludwig     | Dania         | FDJ-Suez                  | + 4' 31"    |
| 9. | Margarita Victoria García | Hiszpania     | Liv AlUla Jayco           | + 5' 17"    |
| 10. | Niamh Fisher-Black        | Nowa Zelandia | SD Worx-Protime           | + 5' 55"    |

| Klasyfikacja punktowa | Klasyfikacja punktowa | Klasyfikacja punktowa | Klasyfikacja punktowa     | Klasyfikacja punktowa |
| Kolarka               | Kolarka               | Państwo               | Drużyna                   | Punkty                |
| --------------------- | --------------------- | --------------------- | ------------------------- | --------------------- |
| 1.                    | Lotte Kopecky         | Belgia                | SD Worx-Protime           | 154 pkt               |
| 2.                    | Elisa Longo Borghini  | Włochy                | Lidl-Trek                 | 68 pkt                |
| 3.                    | Niamh Fisher-Black    | Nowa Zelandia         | SD Worx-Protime           | 59 pkt                |
| 4.                    | Arlenis Sierra        | Kuba                  | Movistar Team             | 55 pkt                |
| 5.                    | Silvia Zanardi        | Włochy                | Human Powered Health      | 51 pkt                |
| 6.                    | Kimberley Le Court    | Mauritius             | AG Insurance-Soudal Team  | 47 pkt                |
| 7.                    | Soraya Paladin        | Włochy                | Canyon-SRAM Racing        | 40 pkt                |
| 8.                    | Juliette Labous       | Francja               | Team dsm-firmenich PostNL | 39 pkt                |
| 9.                    | Neve Bradbury         | Australia             | Canyon-SRAM Racing        | 35 pkt                |
| 10.                   | Cecilie Uttrup Ludwig | Dania                 | FDJ-Suez                  | 35 pkt                |

| Klasyfikacja punktowa | Klasyfikacja punktowa | Klasyfikacja punktowa | Klasyfikacja punktowa     | Klasyfikacja punktowa |
| Kolarka               | Kolarka               | Państwo               | Drużyna                   | Punkty                |
| --------------------- | --------------------- | --------------------- | ------------------------- | --------------------- |
| 1.                    | Lotte Kopecky         | Belgia                | SD Worx-Protime           | 154 pkt               |
| 2.                    | Elisa Longo Borghini  | Włochy                | Lidl-Trek                 | 68 pkt                |
| 3.                    | Niamh Fisher-Black    | Nowa Zelandia         | SD Worx-Protime           | 59 pkt                |
| 4.                    | Arlenis Sierra        | Kuba                  | Movistar Team             | 55 pkt                |
| 5.                    | Silvia Zanardi        | Włochy                | Human Powered Health      | 51 pkt                |
| 6.                    | Kimberley Le Court    | Mauritius             | AG Insurance-Soudal Team  | 47 pkt                |
| 7.                    | Soraya Paladin        | Włochy                | Canyon-SRAM Racing        | 40 pkt                |
| 8.                    | Juliette Labous       | Francja               | Team dsm-firmenich PostNL | 39 pkt                |
| 9.                    | Neve Bradbury         | Australia             | Canyon-SRAM Racing        | 35 pkt                |
| 10.                   | Cecilie Uttrup Ludwig | Dania                 | FDJ-Suez                  | 35 pkt                |

| Klasyfikacja górska | Klasyfikacja górska   | Klasyfikacja górska | Klasyfikacja górska      | Klasyfikacja górska |
| Kolarka             | Kolarka               | Państwo             | Drużyna                  | Punkty              |
| ------------------- | --------------------- | ------------------- | ------------------------ | ------------------- |
| 1.                  | Justine Ghekiere      | Belgia              | AG Insurance-Soudal Team | 68 pkt              |
| 2.                  | Lotte Kopecky         | Belgia              | SD Worx-Protime          | 35 pkt              |
| 3.                  | Neve Bradbury         | Australia           | Canyon-SRAM Racing       | 30 pkt              |
| 4.                  | Elisa Longo Borghini  | Włochy              | Lidl-Trek                | 25 pkt              |
| 5.                  | Pauliena Rooijakkers  | Holandia            | Fenix-Deceuninck         | 22 pkt              |
| 6.                  | Antonia Niedermaier   | Niemcy              | Canyon-SRAM Racing       | 22 pkt              |
| 7.                  | Niamh Fisher-Black    | Nowa Zelandia       | SD Worx-Protime          | 20 pkt              |
| 8.                  | Lucinda Brand         | Holandia            | Lidl-Trek                | 16 pkt              |
| 9.                  | Ana Vitória Magalhães | Brazylia            | Bepink-Bongioanni        | 13 pkt              |
| 10.                 | Gaia Realini          | Włochy              | Lidl-Trek                | 11 pkt              |

| Klasyfikacja górska | Klasyfikacja górska   | Klasyfikacja górska | Klasyfikacja górska      | Klasyfikacja górska |
| Kolarka             | Kolarka               | Państwo             | Drużyna                  | Punkty              |
| ------------------- | --------------------- | ------------------- | ------------------------ | ------------------- |
| 1.                  | Justine Ghekiere      | Belgia              | AG Insurance-Soudal Team | 68 pkt              |
| 2.                  | Lotte Kopecky         | Belgia              | SD Worx-Protime          | 35 pkt              |
| 3.                  | Neve Bradbury         | Australia           | Canyon-SRAM Racing       | 30 pkt              |
| 4.                  | Elisa Longo Borghini  | Włochy              | Lidl-Trek                | 25 pkt              |
| 5.                  | Pauliena Rooijakkers  | Holandia            | Fenix-Deceuninck         | 22 pkt              |
| 6.                  | Antonia Niedermaier   | Niemcy              | Canyon-SRAM Racing       | 22 pkt              |
| 7.                  | Niamh Fisher-Black    | Nowa Zelandia       | SD Worx-Protime          | 20 pkt              |
| 8.                  | Lucinda Brand         | Holandia            | Lidl-Trek                | 16 pkt              |
| 9.                  | Ana Vitória Magalhães | Brazylia            | Bepink-Bongioanni        | 13 pkt              |
| 10.                 | Gaia Realini          | Włochy              | Lidl-Trek                | 11 pkt              |

| Klasyfikacja młodzieżowa | Klasyfikacja młodzieżowa | Klasyfikacja młodzieżowa | Klasyfikacja młodzieżowa | Klasyfikacja młodzieżowa |
| Kolarka                  | Kolarka                  | Państwo                  | Drużyna                  | Czas                     |
| ------------------------ | ------------------------ | ------------------------ | ------------------------ | ------------------------ |
| 1.                       | Neve Bradbury            | Australia                | Canyon-SRAM Racing       | 24h 03' 32"              |
| 2.                       | Antonia Niedermaier      | Niemcy                   | Canyon-SRAM Racing       | + 1' 25"                 |
| 3.                       | Solbjørk Anderson        | Dania                    | Uno-X Mobility           | + 18' 02"                |
| 4.                       | Elisa Valtulini          | Włochy                   | Bepink-Bongioanni        | + 44' 27"                |
| 5.                       | Eleonora Gasparrini      | Włochy                   | UAE Team ADQ             | + 58' 46"                |

| Klasyfikacja młodzieżowa | Klasyfikacja młodzieżowa | Klasyfikacja młodzieżowa | Klasyfikacja młodzieżowa | Klasyfikacja młodzieżowa |
| Kolarka                  | Kolarka                  | Państwo                  | Drużyna                  | Czas                     |
| ------------------------ | ------------------------ | ------------------------ | ------------------------ | ------------------------ |
| 1.                       | Neve Bradbury            | Australia                | Canyon-SRAM Racing       | 24h 03' 32"              |
| 2.                       | Antonia Niedermaier      | Niemcy                   | Canyon-SRAM Racing       | + 1' 25"                 |
| 3.                       | Solbjørk Anderson        | Dania                    | Uno-X Mobility           | + 18' 02"                |
| 4.                       | Elisa Valtulini          | Włochy                   | Bepink-Bongioanni        | + 44' 27"                |
| 5.                       | Eleonora Gasparrini      | Włochy                   | UAE Team ADQ             | + 58' 46"                |

| Klasyfikacja drużynowa | Klasyfikacja drużynowa          | Klasyfikacja drużynowa       | Klasyfikacja drużynowa |
| Drużyna                | Drużyna                         | Państwo                      | Czas                   |
| ---------------------- | ------------------------------- | ---------------------------- | ---------------------- |
| 1.                     | Liv AlUla Jayco                 | Australia                    | 72h 31' 43"            |
| 2.                     | Lidl-Trek                       | Stany Zjednoczone            | + 9' 23"               |
| 3.                     | Canyon-SRAM Racing              | Niemcy                       | + 38' 19"              |
| 4.                     | SD Worx-Protime                 | Holandia                     | + 40' 37"              |
| 5.                     | Laboral Kutxa-Fundacion Euskadi | Hiszpania                    | + 51' 14"              |
| 6.                     | FDJ-Suez                        | Francja                      | + 1h 09' 04"           |
| 7.                     | UAE Team ADQ                    | Zjednoczone Emiraty Arabskie | + 1h 09' 31"           |
| 8.                     | Movistar Team                   | Hiszpania                    | + 1h 13' 04"           |
| 9.                     | Uno-X Mobility                  | Norwegia                     | + 1h 15' 41"           |
| 10.                    | AG Insurance-Soudal Team        | Belgia                       | + 1h 33' 02"           |

| Klasyfikacja drużynowa | Klasyfikacja drużynowa          | Klasyfikacja drużynowa       | Klasyfikacja drużynowa |
| Drużyna                | Drużyna                         | Państwo                      | Czas                   |
| ---------------------- | ------------------------------- | ---------------------------- | ---------------------- |
| 1.                     | Liv AlUla Jayco                 | Australia                    | 72h 31' 43"            |
| 2.                     | Lidl-Trek                       | Stany Zjednoczone            | + 9' 23"               |
| 3.                     | Canyon-SRAM Racing              | Niemcy                       | + 38' 19"              |
| 4.                     | SD Worx-Protime                 | Holandia                     | + 40' 37"              |
| 5.                     | Laboral Kutxa-Fundacion Euskadi | Hiszpania                    | + 51' 14"              |
| 6.                     | FDJ-Suez                        | Francja                      | + 1h 09' 04"           |
| 7.                     | UAE Team ADQ                    | Zjednoczone Emiraty Arabskie | + 1h 09' 31"           |
| 8.                     | Movistar Team                   | Hiszpania                    | + 1h 13' 04"           |
| 9.                     | Uno-X Mobility                  | Norwegia                     | + 1h 15' 41"           |
| 10.                    | AG Insurance-Soudal Team        | Belgia                       | + 1h 33' 02"           |

### Liderzy klasyfikacji
| Etap   |                            | Pierwsze miejsce _   | Klasyfikacja generalna | Punktowa             | Górska                | Młodzieżowa         | Drużynowa _        |
| ------ | -------------------------- | -------------------- | ---------------------- | -------------------- | --------------------- | ------------------- | ------------------ |
| 1      | jazda indywidualna na czas | Elisa Longo Borghini | Elisa Longo Borghini   | Elisa Longo Borghini | nie przyznano         | Antonia Niedermaier | Lidl-Trek          |
| 2      | płaski                     | Chiara Consonni      | Elisa Longo Borghini   | Chiara Consonni      | Ana Vitória Magalhães | Antonia Niedermaier | Lidl-Trek          |
| 3      | pagórkowaty                | Niamh Fisher-Black   | Elisa Longo Borghini   | Lotte Kopecky        | Niamh Fisher-Black    | Antonia Niedermaier | Lidl-Trek          |
| 4      | pagórkowaty                | Clara Emond          | Elisa Longo Borghini   | Lotte Kopecky        | Clara Emond           | Antonia Niedermaier | Canyon-SRAM Racing |
| 5      | płaski                     | Lotte Kopecky        | Elisa Longo Borghini   | Lotte Kopecky        | Clara Emond           | Antonia Niedermaier | Canyon-SRAM Racing |
| 6      | pagórkowaty                | Liane Lippert        | Elisa Longo Borghini   | Lotte Kopecky        | Clara Emond           | Antonia Niedermaier | Liv AlUla Jayco    |
| 7      | górski                     | Neve Bradbury        | Elisa Longo Borghini   | Lotte Kopecky        | Justine Ghekiere      | Neve Bradbury       | Liv AlUla Jayco    |
| 8      | górski                     | Kimberley Le Court   | Elisa Longo Borghini   | Lotte Kopecky        | Justine Ghekiere      | Neve Bradbury       | Liv AlUla Jayco    |
| Koniec | Koniec                     |                      | Elisa Longo Borghini   | Lotte Kopecky        | Justine Ghekiere      | Neve Bradbury       | Liv AlUla Jayco    |